# SN 2006ad
SN 2006ad – supernowa typu II odkryta 8 lutego 2006 roku w galaktyce A090743+1203. W momencie odkrycia miała maksymalną jasność 18,90m.